# Peter Jeffrey Wisoff
Peter Jeffrey Wisoff (* 16. srpna 1958 Norfolk, Virginie), je americký vědec – fyzik a astronaut. Ve vesmíru byl čtyřikrát.

## Život

### Studium a zaměstnání
Vystudoval fyziku na univerzitách University of Virginia a Stanford University. Studium ukončil získáním doktorátu v roce 1986.
V letech 1990 až 1991 absolvoval kosmonautický výcvik v Houstonu v NASA a do roku 2001 byl členem jednotky kosmonautů. Po ukončení kariéry kosmonauta pracoval u společnosti Lawrence Livermore National Laboratory.
Oženil se, jeho ženou se stala astronautka Tamara Jerniganová. Má přezdívku Jeff.

### Lety do vesmíru
Na oběžnou dráhu se v raketoplánech dostal čtyřikrát, vždy jako letový specialista a strávil ve vesmíru 44 dní, 8 hodin a 9 minut. Byl 294 člověkem ve vesmíru. Absolvoval tři výstupy do volného vesmíru (EVA) v délce 19 hodin a 53 minut.
- STS-57 Endeavour (21. června 1993 – 1. července 1993)
- STS-68 Endeavour – (30. září 1994 – 11. říjen 1994)
- STS-81 Atlantis (12. ledna 1997 – 22. ledna 1997)
- STS-92 Discovery (11. října 2000 – 24. října 2000)